# 岭南酸枣
岭南酸枣（学名：Spondias lakonensis）是漆树科槟榔青属（Spondias）的植物。现为岭南酸枣属（Allospondias Pierre, 1898），并改名为Allospondias lakonensis (Pierre) Stapf。分布于老挝、越南、泰国以及中国大陆的福建、广西、广东等地，生长于海拔200米至900米的地区，多生长在向阳山坡疏林中，目前尚未由人工引种栽培。

## 变种
- Spondias lakonensis Pierre ex Benth. var. hirsuta C. Y. Wu et T. L. Ming